# Milan Martić

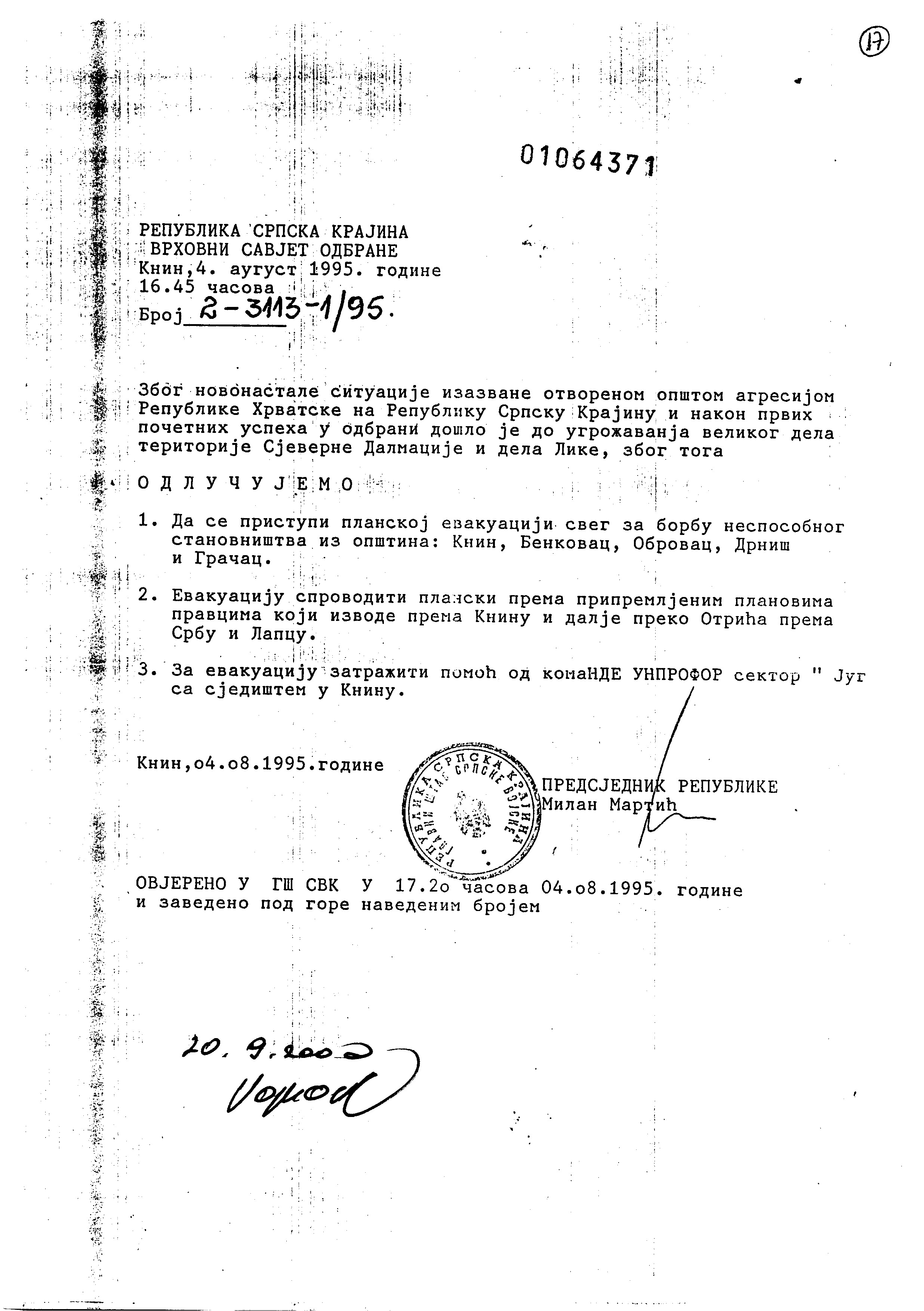
Martićs order från 4 augusti 1995 där han beordrar evakuering av den serbiska befolkningen i Serbiska republiken Krajina.

Milan Martić, född 18 november 1954 i Martići vid Knin i Jugoslavien (nuvarande Kroatien), är en dömd kroatienserbisk krigsförbrytare och före detta president för den självutnämnda och internationellt icke erkända Serbiska republiken Krajina. Under det kroatiska självständighetskriget (1991–1995) var han överbefälhavare över Serbiska republikens Krajinas armé. Som överbefälhavare gjorde han sig skyldig till flera krigsbrott.   
I augusti 1995 genomförde den kroatiska armén operation Storm vilket ledde till den Serbiska republiken Krajinas kollaps och upplösning. Martić tog sin tillflykt till serbhållna Banja Luka i grannlandet Bosnien och Hercegovina. 
Den 25 juli 1995 hade Internationella krigsförbrytartribunalen för det forna Jugoslavien väckt åtal mot Martić för brott mot mänskligheten och krigsförbrytelser. Han överlämnade sig självmant den 15 maj 2002 och överfördes samma dag till den internationella krigsförbrytartribunalen i nederländska Haag. Han åtalades för bland annat etnisk rensning, fördrivning av kroater och icke-serber, mord, tortyr, godtycklig förstörelse och ödeläggelse av byar, plundring av offentlig eller privat egendom, attacker mot civila. Han åtalades även för att ha beordrat raketattackerna mot Zagreb i vilken sju civila personer dog. Martić själv förklarade sig oskyldig till samtliga åtalspunkter.
Den 12 juni 2007 fann rätten honom skyldig. Åklagaren yrkade på livstids fängelse men rätten dömde Martić till 35 års fängelse för krigsförbrytelser och brott mot mänskligheten.